# Чумакове (станція)
Чумако́ве — вантажно-пасажирська залізнична станція Донецької дирекції Донецької залізниці. Розташована в Пролетарському районі Донецька, Донецька область, на лінії Ясинувата-Пасажирська — Ларине між станціями Мушкетове (4 км) та Ларине (11 км).
Через військову агресію Росії на сході Україні транспортне сполучення припинене, водночас Яндекс.Розклади вказує на наявність пасажирських перевезень.

## Галерея

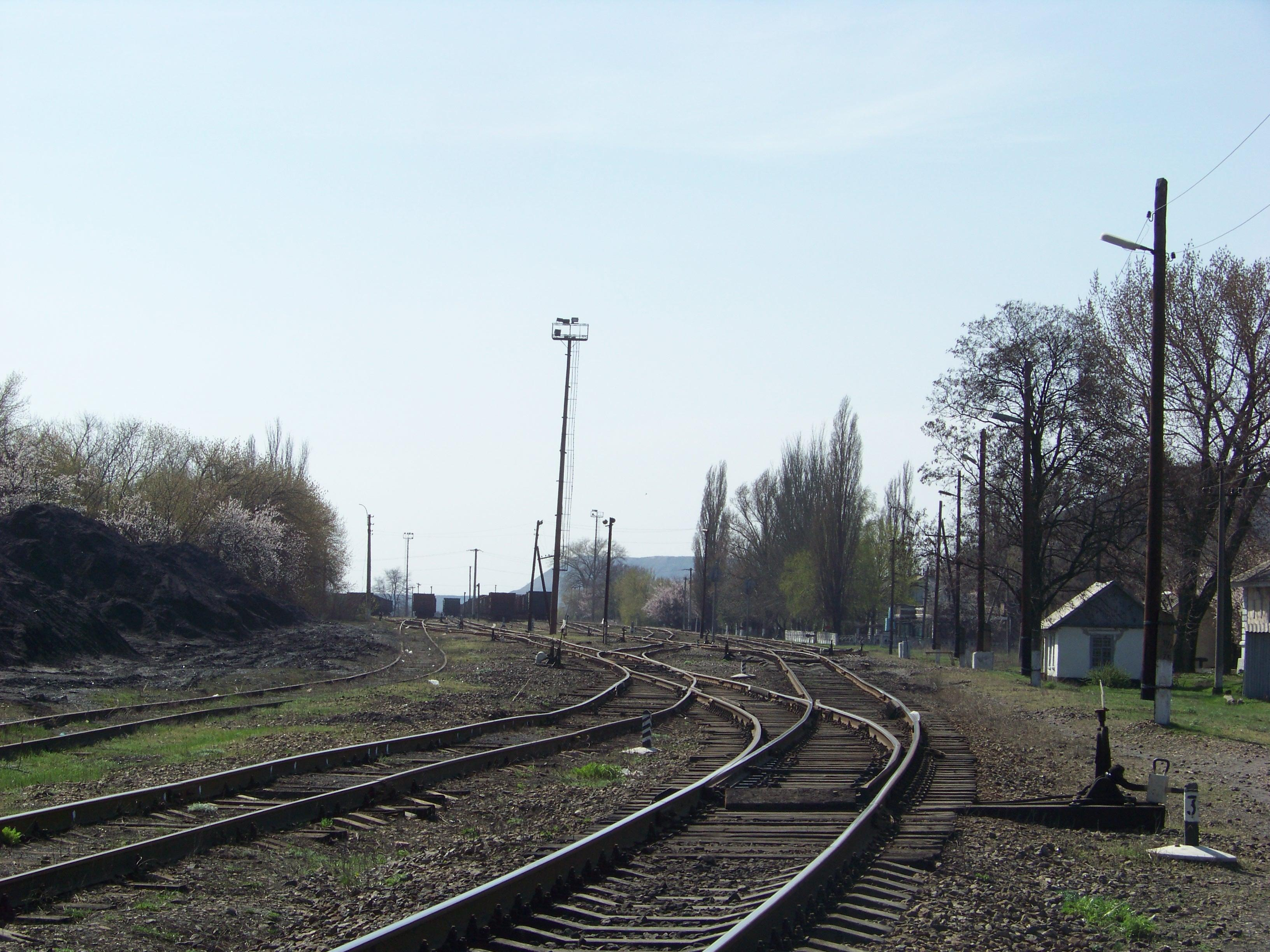
Заїзд на станцію з північного боку
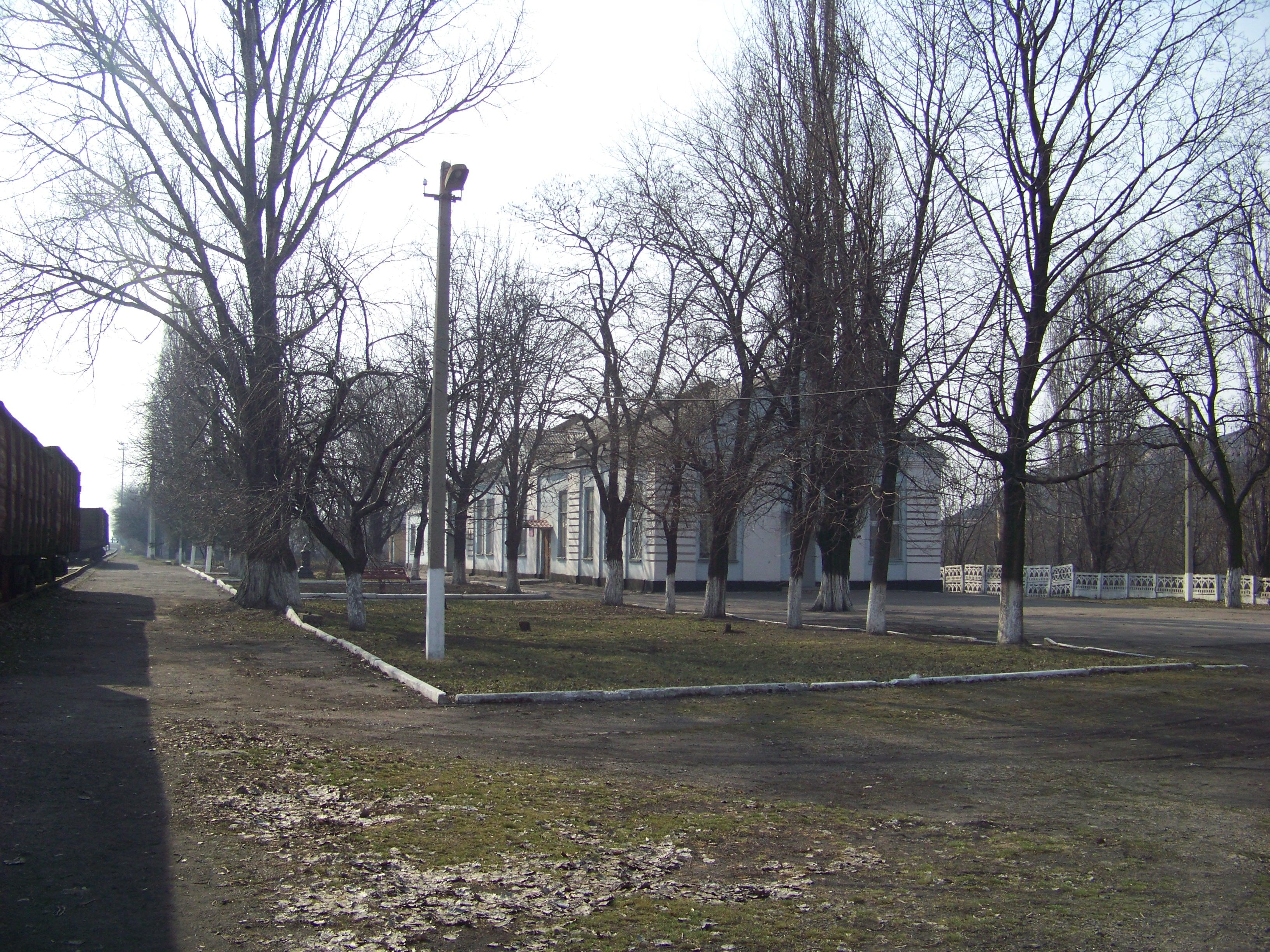
Вокзал станції
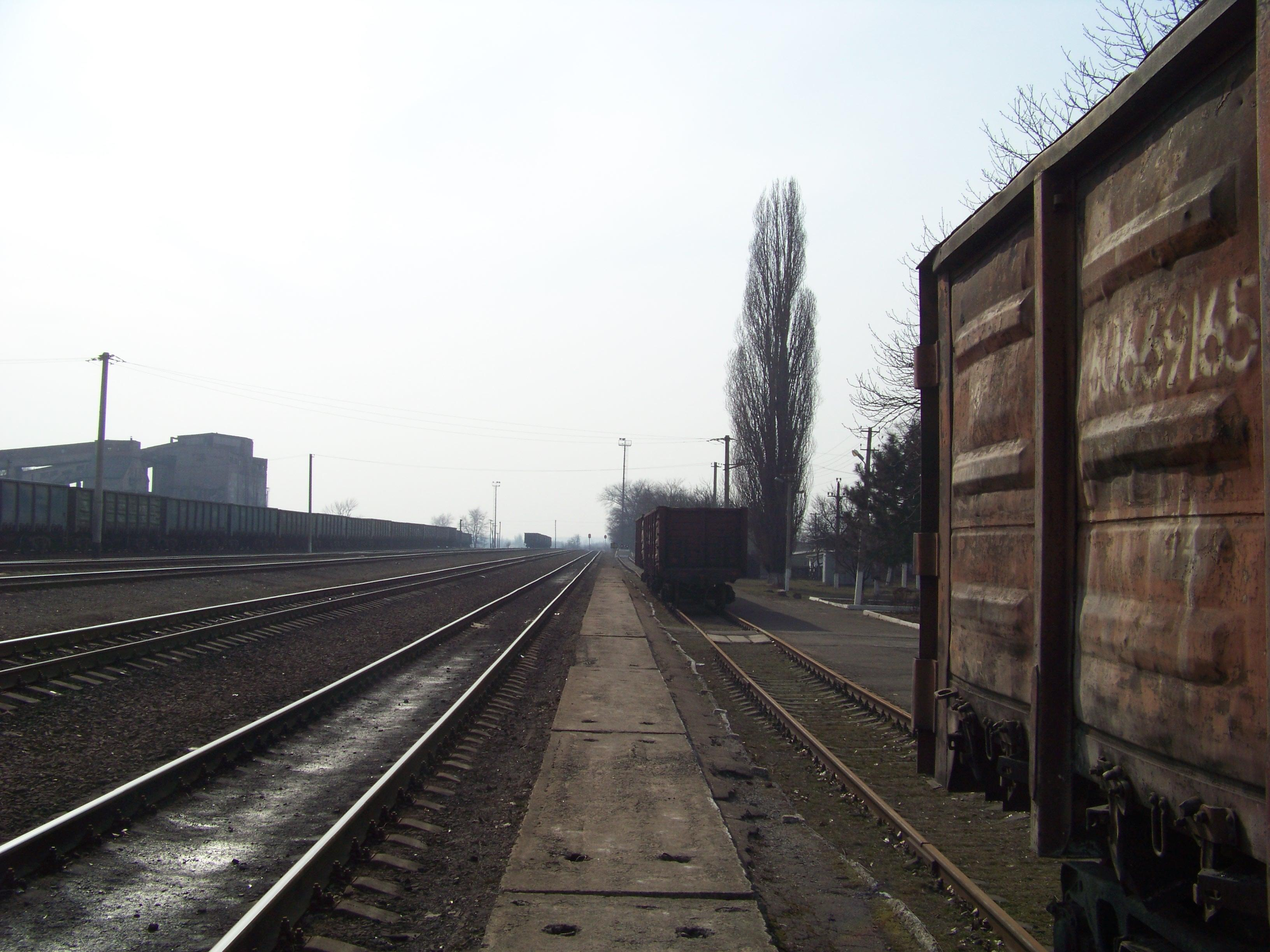
Пасажирська платформа
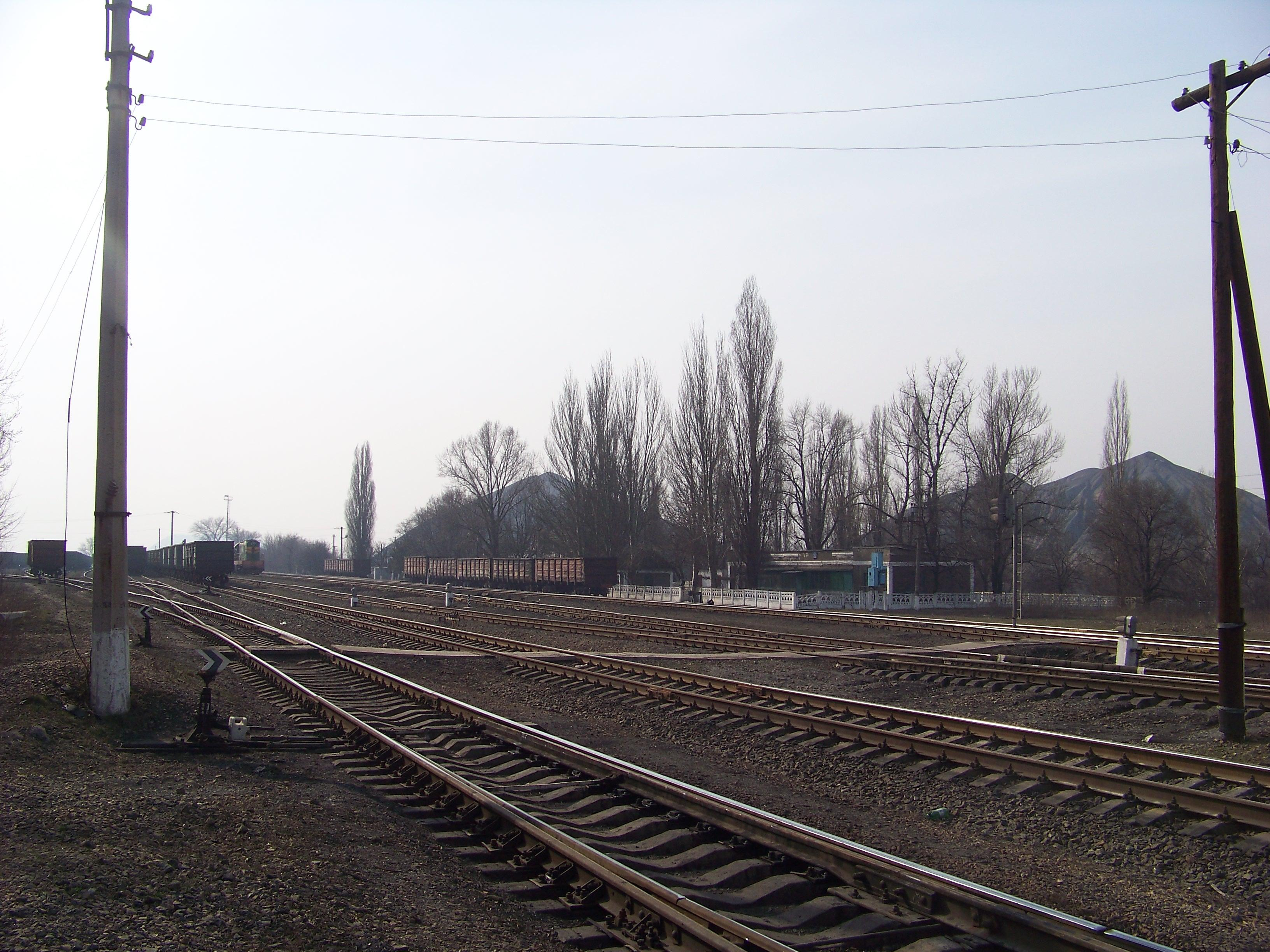
Майстерня. На задньому плані - терикони Центральної збагачувальної фабрики "Чумаківська"